# ビムソン
ビムソン（ベトナム語：Thị xã Bỉm Sơn / 市社扁山）はベトナムのタインホア省にある町である。人口は2018年時点で100,820人、面積は70km2である。

## 行政区画
以下の6坊1社から構成される。
- バディン坊（Ba Đình / 巴亭）
- バクソン坊（Bắc Sơn / 北山）
- ドンソン坊（Đông Sơn / 東山）
- ラムソン坊（Lam Sơn / 藍山）
- ゴクチャオ坊（Ngọc Trạo / 玉棹）
- フーソン坊（Phú Sơn / 富山）
- クアンチュン社（Quang Trung / 光中）

## 交通
鉄道
ベトナム鉄道南北線ビムソン駅がある。
道路
国道1号線が通る。